# Бгікшуні

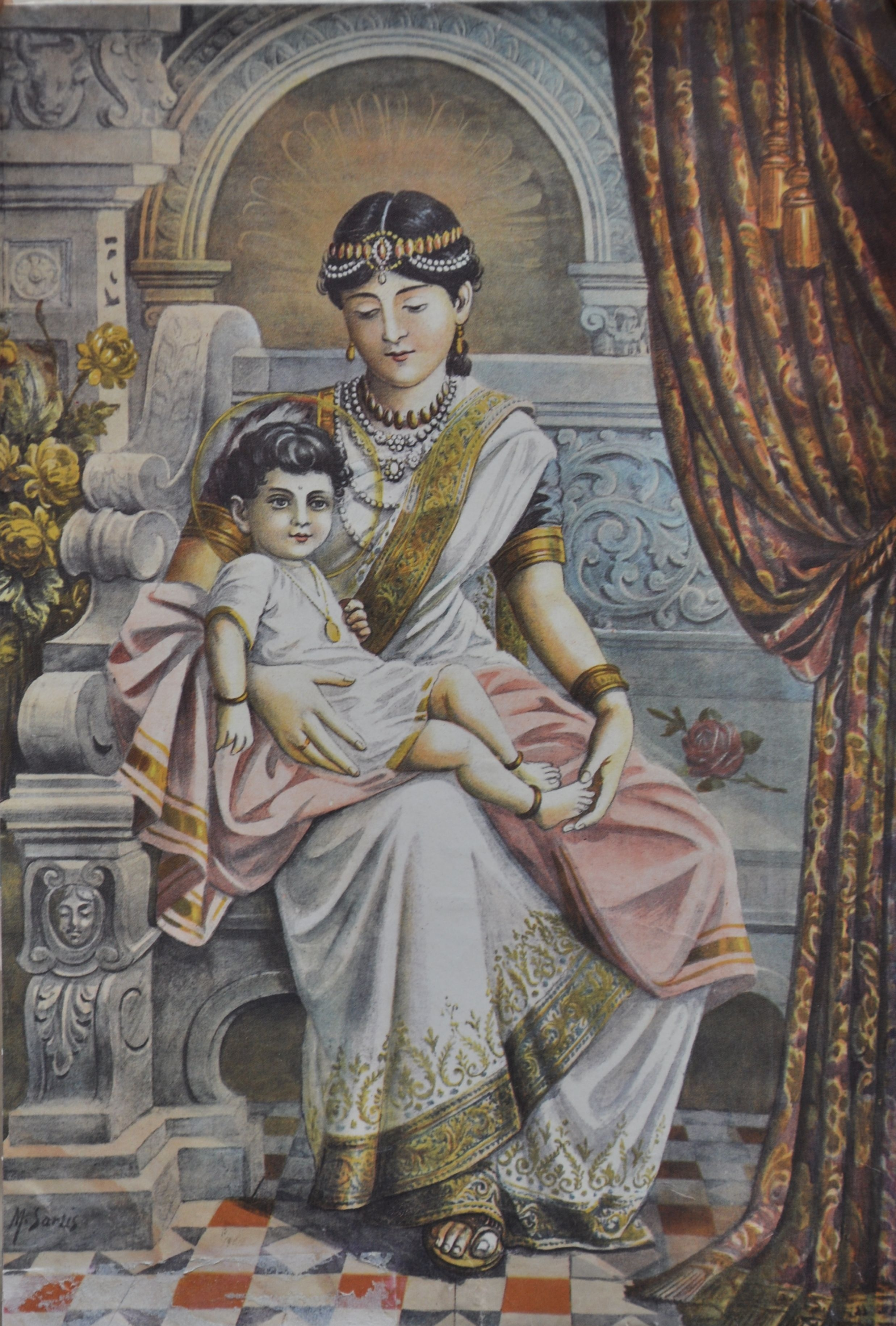
Магападжапаті Готамі, майбутня перша бгікшуні, з маленьким Буддою на руках.

Бгікшуні або Бгіккгуні (санскр. bhikṣuṇī, палі bhikkhunī, в буквальному перекладі — «злиденна») — повністю посвячена черниця в буддизмі (ченці-чоловіки іменуються бгікшу). Буддійські черниці, як і ченці, живуть за правилами Вінаї, але для жінок вона може встановлювати більше обмежень, ніж для чоловіків.
Як оповідають буддійські писання, першою бгікшуні стала Магапраджапаті Готамі — тітка і прийомна мати Будди Шак'ямуні. Саме на її прохання засновник буддизму став приймати в санґгу і посвячувати в черниці жінок. Потім ці перші буддійські черниці передали вчення Будди і чернече посвячення своїм ученицям, ті — своїм. Так від самого Гаутами Будди і його учениць почалися лінії жіночої учнівської наступності.
Більшість буддистів вважають, що жодна жінка не може стати бгікшуні, не отримавши повного посвячення в черниці від діючої бгікшуні, що перебуває в правильному ланцюгу жіночої учнівської наступності. Можливість отримати це посвячення від буддійського ченця-чоловіка (бгікшу), що перебуває в ланцюзі чоловічої учнівської наступності, або від бгікшуні з іншої буддійської школи, визнається не всіма. У деяких школах встановлено, що на церемонії посвячення повинні бути присутніми відразу кілька діючих бгікшу і/або бгікшуні, і тільки за їх спільною згодою нова жінка може бути прийнята в чернечу частину санґги.
В історії буддизму не раз виникали такі ситуації, коли в певній місцевості або в конкретній школі буддизму всі бгікшуні вмирали або переставали бути черницями, і після них не залишалося повністю посвячених учениць, які можуть стати їх наступницями. У цих випадках нові буддійські черниці більше не могли з'явитися. Інші буддистки, які хотіли стати бгікшуні, не могли цього зробити, тому що їм не у кого було вчитися і від кого отримувати чернече посвячення. У школі Тгеравада бгікшуні зникли ще в XI—XIII століттях нашої ери, і збереглася лише чоловіча наступність бгікшу. Те ж саме відбулося і в буддизмі Ваджраяни. Тільки в школі Дхармагуптака і деяких школах Махаяни, нині поширених, переважно, в Кореї, В'єтнамі, КНР і на Тайвані, лінії жіночої чернечої наступності не уривалися з часів Будди до теперішнього часу. А в Тгераваді і Ваджраяні посвячення у бгікшуні не проводилася майже тисячу років, поки в середині 1990-х років не було вжито заходів з її відновлення шляхом запрошення бгікшуні з тих шкіл, де вони збереглися. В Азії зараз жіночі чернечі громади школи Тгеравада існують на Шрі-Ланці, в Таїланді, В'єтнамі та Індонезії, але багато консервативних послідовників цієї школи не визнають сучасних черниць справжніми бгікшуні.
Там, де наступність бгікшуні було втрачено, іноді практикуються альтернативні форми жіночого аскетизму і самообмеження. Жінки, яких нікому посвятити у бгікшуні, можуть за власною ініціативою стати своєрідними «напівчерницями». Так у тибетському буддизмі жінка офіційно може дати обітницю шраманері (новачки, послушниці). У Тгераваді жінка також може дати неформальну і обмежену чернечу обітницю, подібну до тієї, яку раніше давали шраманері, які готувалися стати бгікшуні. У Таїланді такі напівчерниці називаються «мечі» (тай. แม่ชี), у М'янмі — «зілашін».
Згідно з ученням буддизму, чоловіки і жінки рівною мірою здатні досягати нірвани. Незважаючи на це, бгікшуні повинні прийняти вісім додаткових обітниць, званих гарундхаммами, які бгікшу не приймають. Крім того, палійською Вінаєю для буддійських черниць встановлено більше правил і заборон, ніж для буддійських ченців, і бгікшуні займають підлегле становище відносно бгікшу — незалежно від віку, заслуг, досягнень та інших обставин. Втім, справжність «восьми гарундхамм», їх приналежність до вчення самого Будди Шак'ямуні і їх обов'язковість для виконання всіма черницями достеменно не підтверджені і заперечуються деякими дослідниками і буддійськими вчителями; можливо, ці додаткові правила для жінок-черниць були додані кимось після Будди[⇨].
Від ранніх буддійських шкіл до наших днів дійшла «Тхерігатха» — збірка віршів про просвітлення, написаних старшими бгікшуні; ці вірші увійшли до «Тапітаки».

## Історія
Як свідчать буддійські перекази, перші бгікшуні з'явилися на п'ять років пізніше від перших бгікшу. Це сталося на прохання групи жінок на чолі з Магападжапаті Готамі, тіткою Ґаутами Будди, яка ростила його після смерті його матері.
В буддизмі жінка може вільно досягти будь-якого ступеня духовного розвитку, як і чоловік. У цьому буддизм унікальний серед індійських релігій. У канонічних писаннях Будда особливо підкреслює, що жінка має такі ж здібності до досягнення стану нірвани, як і чоловік, і так само може пройти всі чотири стадії просвітлення. В інших релігійних традиціях ми не знаходимо аналога «Тхерігатхи» або «Ападани» — письмового свідчення високих духовних досягнень жінок.
В аналогічному ключі, основна канонічна сутра Махаяни — «Сутра Лотоса», вірш 12, оповідає про те, що 6000 бгікшуні-аргаток отримали передбачення Будди Шак'ямуні про те, що вони досягнуть стану боддгісатви, а потім — і стану Будди.

## Вісім гарундхамм

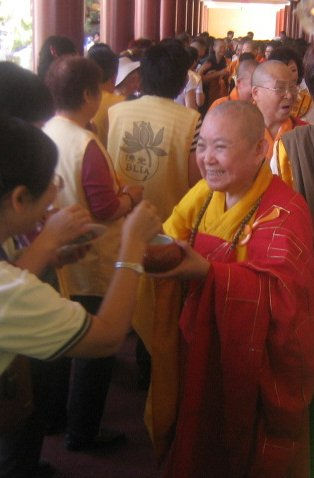
Високопоставлена бгікшуні китайської школи зі співаючої чашею.

Крім спільних для всіх буддійських ченців правил Віная, черниці зобов'язані дотримуватися ще восьми правил (гарундхамм), які до ченців-чоловіків не стосуються. Походження «Восьми гарундхамм» до кінця не з'ясовано. За словами Будди, які цитує бгікшу Тханнісаро: «Ананда, якщо Махападжапаті Готамі прийме вісім обітниць поваги, це буде означати її повне посвячення (упасампада)». Але є сумніви в тому, чи дійсно ці слова були сказані Буддою Шак'ямуні, чи вони були приписані йому пізніше. Відповідно до буддійських письмових джерел, причиною такої вказівки Будди стали його побоювання за майбутнє санґги, в яку почали приймати жінок. У «Тапітаці» є пророцтво Будди про те, що через присутність у складі санґги жінок, ця буддистська громада буде слабшати і проіснує тільки 500 років. Таке пророцтво зустрічається в Каноні тільки раз, і це єдине пророцтво Будди, в якому зазначено час його здійснення.
Юнг Чунг (Young Chung) зазначає, що за часів Ґаутами Будди суспільство відштовхувало і зневажало черниць значно сильніше, ніж ченців, називаючи перших «бритоголовими повіями», а других — просто «бритоголовими». Напади мирських людей на черниць відбувалися тоді значно частіше, ніж напади на ченців, і нерідко призводили до зґвалтувань. Тому бгікшуні потребували більшого захисту, ніж бгікшу. В таких умовах Будда вирішив заснувати жіночу чернечу частину санґги (бгікшуні-санґгу), щоб у ній захистити своїх послідовниць і дати їм нові духовні можливості. Ця ініціатива значно випереджала свій час. Забезпечення таких можливостей для жінок накладало додаткові зобов'язання і на чоловіків, зокрема на бгікшу. Будда, ймовірно, розумів всю суперечливість прийнятого рішення, але він пішов на такий крок через численні домагання, яких зазнавали його учениці.
Віная не допускає застосування сили ченцем стосовно черниці. За словами Дгаммананди Бгікхуні: 

За часів Будди, черниці мали рівні права і рівні частки в усьому. Був випадок, коли для потреб обох сангх принесли вісім одежин, але в тому місці проживала тільки одна черниця і четверо ченців. Будда поділив одяг, давши чотири штуки черниці і чотири штуки — ченцям, тому що вони призначалися для обох сангх і повинні були бути розділені порівну між ними, незалежно від кількості людей в кожній групі. Оскільки миряни запрошували черниць у свої будинки рідше, ніж ченців, Будда вирішив ділити всі підношення монастирю порівну між двома сангхи. Він оберігав черниць і був справедливий до обох частин [сангхи]. Між черницями та ченцями відносини підпорядкування були такими, як між молодшими сестрами і старшими братами, а не такими, як між рабинями і рабовласниками.
Оригінальний текст (англ.)
Nuns at the time of the Buddha had equal rights and an equal share in everything. In one case, eight robes were offered to both sanghas at a place where there was only one nun and four monks. The Buddha divided the robes in half, giving four to the nun and four to the monks, because the robes were for both sanghas and had to be divided equally however many were in each group. Because the nuns tended to receive fewer invitations to lay-people's homes, the Buddha had all offerings brought to the monastery and equally divided between the two sanghas. He protected the nuns and was fair to both parties. They are subordinate in the sense of being younger sisters and elder brothers, not in the sense of being masters and slaves.

 Ян Естлі (Ian Astley) стверджує, що в тому соціальному оточенні, в якому довелося жити першим послідовникам Будди, де жінки зазнавали значної дискримінації і загроз, бажання Будди захистити засновану ним санґгу від негативної громадської думки було цілком зрозумілим, і його не можна засуджувати за це: 

У ті дні (втім, як і зараз у більшій частині індійського суспільства) жінку, яка пішла з дому, люди, більшою чи меншою мірою, вважали повією, і допускали стосовно неї відповідні домагання. Формально об'єднавшись з монахами, черниці отримували переваги бездомного життя і при цьому уникали загрози насильства. І поки всі люди з презирством не відштовхнуть таке ставлення до бездомних жінок, як це має зробити будь-яка цивілізована людина, така позиція і така поведінка стосовно жінок залишаться необхідними для забезпечення їх безпеки, а критика Будди і його громади за те, що у них були прийняті такі особливі правила, буде, безсумнівно, недоречною.
Оригінальний текст (англ.)
In those days (and this still applies to much of present Indian society) a woman who had left the life of the household would otherwise have been regarded more or less as a harlot and subjected to the appropriate harassment. By being formally associated with the monks, the nuns were able to enjoy the benefits of leaving the household life without incurring immediate harm. Whilst it is one thing to abhor, as any civilized person must do, the attitudes and behavior towards women which underlie the necessity for such protection, it is surely misplaced to criticize the Buddha and his community for adopting this particular policy.

## За регіонами і школами буддизму

### Тибетський буддизм
Тибетською мовою бгікшу називається «гелонг», а бгікшуні — «гелонгма» (тиб. dge slong ma). Кількість правил-обітниць Вінаї різниться в різних ланцюгах учнівської наступності, найчастіше — 360 для черниць і 265 для ченців. Учні та учениці (шраманера), що готуються прийняти посвячення, іменуються «гецул» (тиб. dge tshul) і «гецулма» відповідно; ті й інші дають двадцять п'ять основних обітниць. Для інших тибетських буддистів — як для сімейних, так і для малолітніх монастирських вихованців, надто юних, щоб бути повністю посвяченими ченцями або черницями — діють ті ж п'ять священних заповідей, що й для мирських буддистів у всіх школах. На Тибеті ці миряни і вихованці називаються словом «ген'єн» (тиб. dge snyan), але монастирські вихованці повинні дотримуватися такого ж суворого целібату, як і дорослі посвячені монахи. Ухвалення все більш суворих обітниць у тибетському буддизмі може відбуватися поступово, шлях від вихованки до повністю посвяченої черниці може займати до сорока років.

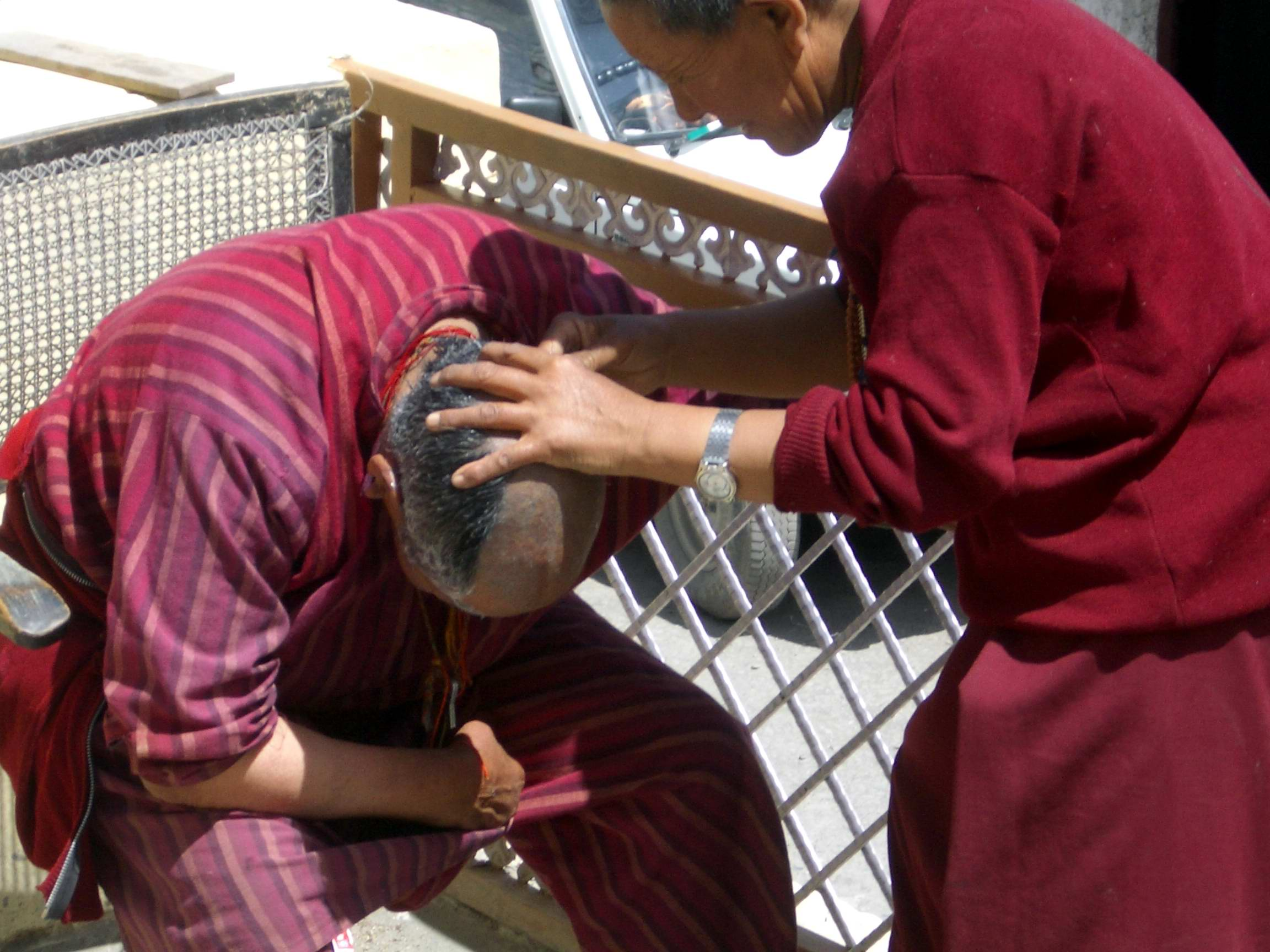
Майбутній бгікшуні голять голову перед посвяченням. 2004 р., долина Спіті, Індія

Для проведення церемонії посвячення у бгікшуні в цій школі буддизму потрібна присутність не однієї, а дванадцяти повністю посвячених черниць. Такого «кворуму», найпевніше, на території Тибету й не було. Тибетські бгікшуні були нечисленними; лише одиниці з них залишили свої імена в історії Тибету: наприклад, Самдінг Дордже Пхагмо (1422—1455), що отримала найбільший майстерський ранг з усіх тибетських жінок. Але про те, як і де пройшло її посвячення в бгікшуні, відомо мало.
На початку XXI століття чинний Далай-лама неодноразово виступав на підтримку жіночого буддійського чернецтва і визнавав бгікшуні з усіх шкіл буддизму, в яких їх спадкоємність збереглася. Щодо відновлення посвячень у бгікшуні на Тибеті він стверджував, що ця проблема не може бути вирішена одними Тибетом самостійно; вона вимагає згоди і співпраці буддистів усього світу, і проблема не в тому, треба чи не треба давати всім жінкам можливість ставати бгікшуні, а в тому, як це правильно зробити відповідно до Вінаї. Сімнадцятий Кармапа Оґ'єн Трінлей Дордже також заявив про плани відновлення посвячення жінок.

### Тгеравада
На сході і півдні Азії традиції жіночого буддійського чернецтва зберігалися і розвивалися протягом декількох століть, але в школі Тгеравада на Шрі-Ланці в XI столітті нашої ери вони пішли на спад; у Бірмі тгеравадські бгікшуні існували приблизно до XIII століття, але потім вони і там вимерли. Чи були коли-небудь у минулому тгеравадські бгікшуні в Таїланді, Лаосі, Камбоджі і Тибеті — питання спірне, історичні відомості суперечливі, особливо в Таїланді. Через це деякі вчені і буддійські релігійні лідери вважають, що в Тгераваді справжніх бгікшуні не залишилося, і нові черниці в цій буддійській школі вже ніяк не зможуть з'явитися, тому що їм немає від кого отримувати посвячення. Наприклад, глава тгеравадської бгікшу-санґги (чоловічої чернечої спільноти) М'янми і Таїланду вважає існування повністю посвячених бгікшуні неможливим: «Рівні права для чоловіків і жінок заборонені Церковною Радою. Жодна жінка в Таїланді не може отримати повного чернечого посвячення відповідно до буддизму Тгеравади і стати бгікшуні. Рада також видала національне попередження про те, що якщо який-небудь монах посвятить жінок у черниці, він буде суворо покараний за це». Ще 1928 року Верховний патріарх Таїланду (тай. สมเด็จพระสังฆราช), у відповідь на спроби посвятити в черниці двох жінок, видав едикт про те, що ченці не повинні посвячувати жінок ні в новачки (шаманері), ні в послушниці (сіккхамани), ні в черниці (бгікшуні). За цим едиктом дві жінки, які отримали таке посвячення, були арештовані на невеликі терміни.
Не маючи можливості отримати повне посвячення від справжньої бгікшуні, деякі буддистки Тгеравади знайшли вихід у тому, щоб за власною ініціативою давати обмежені обітниці зречення і жити відповідно до вчення Будди. Такі «напівчерниці» зазвичай зобов'язуються дотримуватися восьми або десяти заповідей: це більше, ніж встановлено для мирських буддисток (п'ять заповідей), але значно менше, ніж для повністю посвячених буддійських черниць (понад триста правил Вінаї). Вони стали досить популярними в суспільстві, але не отримали офіційного визнання і тієї підтримки в отриманні освіти, яка пропонується ченцям. Напівчерниці змушені покладатися на власні сили і можливості; одним з них доводиться готувати їжу або виконувати іншу роботу, поки інші практикують і викладають медитацію[неавторитетне джерело] [неавторитетне джерело][неавторитетне джерело]
Ці жінки зазвичай носять вбрання білого або рожевого кольору, що вирізняє їх як від мирських жінок, так і від повністю посвячених бгікшуні. У різних країнах буддійських напівчерниць називають по-різному: «даса сіл мата» в Шрі-Ланці, «зілашин» (бірм. သီလရှင်) у М'янмі, «мечі» (тай. แม่ชี) у Таїланді, «гурума» в Непалі і Лаосі, «сіладгара» в буддійських монастирях Амараваті і Чизест в Англії.
1996 року, завдяки зусиллям міжнародної асоціації буддисток «Сак'ядгіта», тгеравадське посвячення в бгікшуні було відновлено, коли 11 жінок зі Шрі-Ланки отримали повне посвячення в Сарнатху, Індія. Цю процедуру проводили Додангоба Ревата Магатгера (Dodangoda Revata Mahāthera) і, пізніше, Мапалагама Віпуласара Магатгера (Mapalagama Vipulasāra Mahāthera) з індійського «Товариства Мага Бодгі», за підтримки ченців і черниць Ордена Чоге корейського сон-буддизму.
Після 1996 року спроби відновити жіночу чернечу традицію тгеравади були зроблені також у Таїланді і на Шрі Ланці. У Таїланді 55-річна тайська буддистка Варанггана Ванавічаєн, яка прийняла 8 обітниць і носила білу робу мечі, стала першою жінкою, яка отримала статус новачки в тгераваде. Вона пройшла відповідну церемонію і отримала золоту робу зі співаючою чашею 2002 року. На Шрі-Ланці відбулося найбільше посвячень жінок у бгікшуні. Частину цих посвячень було проведено черницями зі збереженої східно-азійської традиції, іншу — ченцями тгеравадських орденів. З 2005 року багато церемоній посвячення в бгікшуні були організовані главою місцевого підрозділу «Дамбулла» (Dambulla) чернечого ордену «Сіям Нікая»[уточнити].

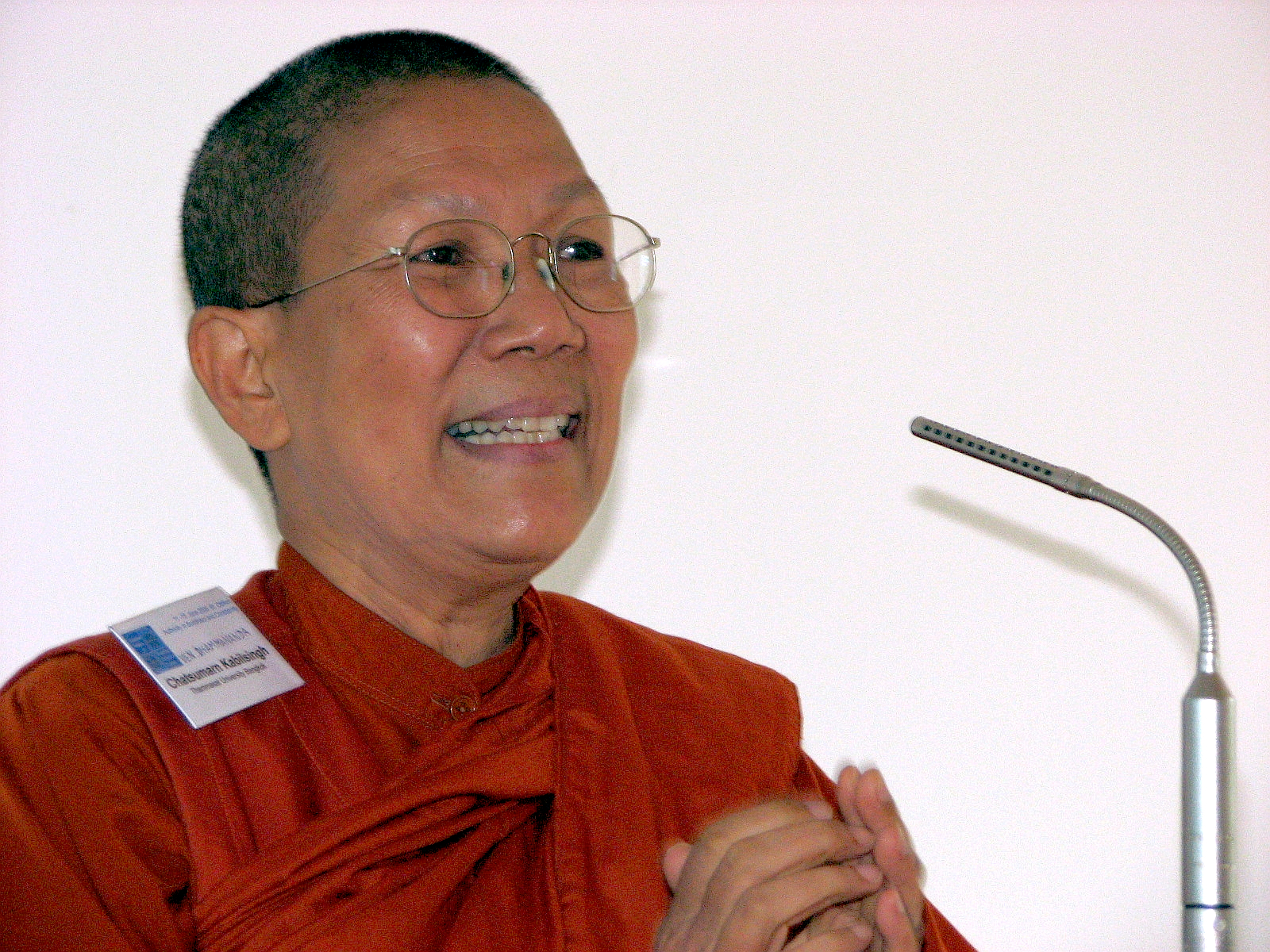
Дгаммананда Бгікшуні у 2009 році

Тайська дослідниця буддизму доктор Чатсумарн Кабілсінгх, зараз відома як Дгаммананда Бгікхуні пройшла суперечливе посвячення у новачки, а потім і в бгікшуні на Шрі-Ланці 2003 року, після того, як там відновилося повне посвячення жінок, і потім повернулася в Таїланд, де чернече посвячення жінок було заборонено, і могло бути навіть покарано тюремним ув'язненням цих жінок. Багато хто в Таїланді вважають її «піонеркою» відродження традицій бгікшуні. Згодом Сенат Таїланду переглянув і скасував закон 1928 року, який забороняє повне посвячення жінок у буддизмі, як неконституційний і такий, що суперечить свободі віросповідання. Більше 20 жінок пішли стопами Дгаммананди Бгікхуні. У містах Самут Сакгон, Чіангмай і Районг почали створюватися храми, жіночі монастирі і медитаційні центри, очолювані тайськими бгікшуні. Позиція ієрархів тайської санґги значно змінилася: від повного невизнання можливості існування бгікшуні до прийняття бгікшуні як представниць іноземних (не тайських) буддійських традицій. Однак два основних тгеравадських ордени Таїланду — «Мага Нікая» і «Дгаммаютіка Нікая» поки ще офіційно не визнали повністю посвячених черниць в ранзі бгікшуні. Незважаючи на істотну і зростаючу підтримку бгікшуні релігійними ієрархами, в таїландській санґзі залишається досить сильна опозиція, яка чинить спротив посвяченню жінок. Консервативно налаштовані буддисти Тгеравади посилаються на шосту з Восьми гарундхамм, згідно з якою бгікшуні повинна отримати посвячення відразу від обох чернечих частин санґги — і чоловічої, і жіночої; за відсутності однієї з них (діючих бгікшуні) посвячення не буде дійсним, а залучення бгікшуні з іншої школи позбавляє сенсу саму традицію учнівської наступності. З точки зору цих консерваторів, відновлення посвячень після втрати наступності неможливе, а всі новопосвячені черниці і ті, хто буде отримувати посвячення від них — не є справжніми бгікшуні.
Перше тгеравадське посвячення в бгікшуні в Австралії відбулося 22 жовтня 2009 року в монастирі Бодгіньяна у місті Перт. Чотири черниці з жіночого монастиря Дгаммасара (англ. Dhammasara Nun's Monastery): Аджай Ваяма, Ніродгі, Сері і Хасапанна — стали бгікшуні у повній відповідності з палійською Вінаєю.
2010 року бгікшуні Айя Татгалока і бгікшу Бганте Генелопа Ґунаратана спостерігали за проведенням подвійної церемонії посвячення, що відбулася в лісовому скиті Араня Бодгі (Aranya Bodhi) в окрузі Сонома, Каліфорнія, США. Після проведення цього обряду чотири жінки стали повністю посвяченими черницями тгеравадської традиції.
У послідовників Тгеравади в Індонезії перше після більш ніж тисячолітньої перерви посвячення в бгікшуні відбулося в 2015 році у Вісма Кусалаяні (Wisma Kusalayani) в місті Лембанг провінції Західна Ява. Повністю посвяченими черницями стали Ваджрадеві Садгіка Бгікшуні з Індонезії, Медгі Бгікшуні зі Шрі-Ланки, Анулов Бгікшуні з Японії, Сантасуха Сантамана Бгікшуні з В'єтнаму, Сухі Бгікшуні і Сумангала Бгікшуні з Малайзії, і Дженту Бгікшуні з Австралії.

#### Сумніви в легітимності наступності
З усіх шкіл східноазійського буддизму тільки Дгармагуптака змогла зберегти нерозривну спадкоємність бгікшуні. Черниці цієї школи допомогли іншим школам (зокрема Тгераваді) відновити посвячення, забезпечуючи присутність діючих бгікшуні там, де вона була потрібна для посвячення нових.
Але з «легалістської» точки зору, якщо жінка з однієї буддійської традиції отримає посвячення від черниць з іншої традиції, то це може зробити безглуздою і недійсною саму учнівську спадкоємність як таку. Неавтентичні черниці не зможуть дати посвячення іншим жінкам своєї школи, і тому неможливо правильним чином відновити або заново створити лінії спадкоємності бгікшуні там, де вони були перервані.
У той же час тгеравадський чернець з Німеччини бгікшу Аналайо, який виступав з доповіддю на «Міжнародному конгресі щодо ролі жінок-буддисток у сангсі», стверджував, що за необхідності ченці можуть самостійно давати посвячення черницям. Досліджуючи ставлення до бгікшуні в ранніх буддійських текстах і історію заснування бгікшуні-санґги, він прийшов до висновку про безперервну дійсність такого «одиничного» (тобто даного самими бгікшу) посвячення в бгікшуні, яке є предметом розбіжностей у тибетському буддизмі і в буддизмі Тгеравади.

### Інші школи в Південній і Східній Азії
У школі Махаяна в Китаї, Кореї, В'єтнамі, на Тайвані і в Гонконзі спадкоємність практики бгікшуні збереглася.
В Японії в XIII столітті Мугай Ньодай стала першою настоятелькою буддійського монастиря в Японії і першою в світі майстринею дзен. Двадцять сьомий патріарх індійського дзен-буддизму Праджнатара імовірно був жінкою.

## Відновлення посвячень
У липні 2007 року буддистські лідери і вчені всіх традицій зібралися в Гамбурзі на «Міжнародний конгрес щодо ролі буддійських жінок у Санґзі», щоб досягти всесвітнього консенсусу з питання про відновлення повного посвячення жінок у черниці. Були присутні 65 делегатів: бгікшу і бгікшуні, майстри Вінаї, старійшини з традиційних буддійських країн і західні буддологи. У підсумковій доповіді конгресу було відзначено, що всі делегати «одностайно погодилися з тим, що посвяту в бгікшуні, [перервану в традиції (школі)] Муласарвастівада, має бути відновлено» і цитувалися слова Далай-лами, який також повністю підтримує це (вже 1987 року Далай-лама XIV зажадав відновити повне посвячення черниць у Тибеті).

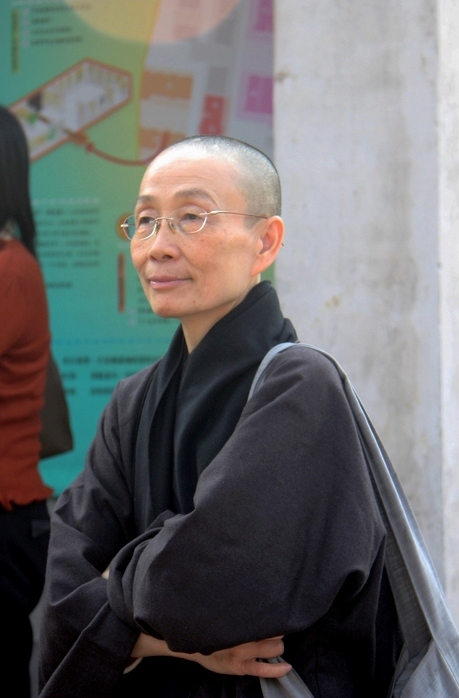
Черниця школи дхармагуптака тайванського буддизму.

Також було визнано, що єдина не перервана лінія жіночих чернечих посвячень збереглася в школі дхармагуптака східноазійського буддизму. Організатори конгресу відзначили надзвичайну важливість встановлення рівності і звільнення буддійських жінок, зокрема монахинь. «Відновлення посвячень у черниці в Тибеті, встановлене Далай-ламою XIV і міжнародними санґгами ченців і черниць, призведе в подальшому до рівності і звільнення буддійських жінок. Цей конгрес має історичну значимість, що дасть жінкам в усьому світі можливість викладати вчення Будди».
Допомога в організації бгікшуні-санґги (громади повністю посвячених черниць) у тих місцевостях, де вона в даний час відсутня, також була оголошена однією з основних цілей «Сакядгіти», про що було оголошено на її установчих зборах 1987 року в місті Бодх-Гая в Індії.
У четвертій частині підсумкової доповіді Александра Берзіна «День третій і заключні коментарі Його Святості Далай-лами Чотирнадцятого» він заявив «Але Будда дав основні права в рівній мірі обом групам санґги. Нічого навіть обговорювати, треба чи не треба відроджувати посвячення в бгікшуні; питання тільки в тому, як це зробити правильно в контексті Вінаї».
«Вісім грандхамм» також стосуються контексту Вінаї. Бгікшуні Кусума пише: «В Палі, вісім грандхамм виникають у десятій кхандхаці, в Чулавазі». Вони ж присутні в чинній процедурі посвячення в бгікшуні.
Але цей текст не дозволяється вивчати до посвячення. «Буде дуже корисним, якщо тибетські черниці зможуть ознайомитися зі вмістом обітниць бгікшуні до того, як посвячення буде виконано — заявила Карма Лекше Цомо, професор і бгікшуні, на цьому конгресі під час обговорення питань гендерної рівності та прав людини. — Традиційний звичай такий, що повністю вивчити зміст обітниць бгікшу або бгікшуні дозволяється тільки після прийняття цих обітниць». Шановна Тенцин Палмо там же заявила: «Підвищувати статус тибетських черниць важливо не тільки для повторного встановлення посвяти в бгікшуні [в школі] Муласарвастівада, але також для нових бгікшуні, які зможуть ігнорувати Вісім грандхамм, що встановлюють для них нижчий статус. Ці вісім правил, крім усього іншого, були сформульовані з єдиною метою уникнути осуду з боку мирського суспільства. В сучасному світі невирішення відновлення посвяти в бгікшуні [в школі] Муласарвастівада і шанування цих восьми [правил] ризикують викликати крайнє несхвалення».
Відповідно до підсумкової доповіді й інших доступних матеріалів конгресу, там не було обговорення питань про те, як і наскільки «Вісім гарундхамм» дискримінують буддійських черниць, і в яких деталях це можливо змінити в процесі щодо відновлення в буддійській школі Муласарвастівада посвяти в бгікшуні.
У М'янмі правлячий конгрес М'янманського Буддизму прийняв правило про те, що в даний час не може бути правильного посвячення для жінок; але окремі м'янманські ченці з цим не згодні.

## Дискримінація черниць
У березні 1993 року в Дгармасалі Сильвія Ветцель у присутності Далай-лами й інших знаменитостей відкрито висловилася про проблему сексизму в буддійських практиках, образах і вченнях. Двоє старших ченців-чоловіків на словах підтримали її, сказали, що їхній особистий досвід підтверджує правоту Сильвії. Аджахн Амаро тгеравадський бгікшу з монастиря Амараваті сказав: «Бачити те, як до черниць не ставляться з такою ж повагою, як до ченців, дуже боляче. Це — як дротик у серце».

Американський тибетський буддійський монах Тхубтен Пенде так висловив свою точку зору: «Коли я перекладав тексти, що стосуються церемонії посвячення, я був просто шокований. Там сказано, що навіть найстарша черниця мала сидіти позаду наймолодшого ченця: нехай навіть її посвячення було великим, але її тіло — основа цього посвячення — було нижчим. „Ось воно що! ..“ — подумав я. Раніше я чув про це повір'я, але не знаходив його підтвердження. Я повинен був зачитати цей текст на церемонії. Але я соромився говорити таке і соромився того інституту, який представляв. Я дивувався: „Чому вона не встане і не піде?“. Я б [пішов]».
Оригінальний текст (англ.)
American Tibetan Buddhist monk Thubten Pende gave his views: "When I translated the texts concerning the ordination ceremony I got such a shock. It said that even the most senior nun had to sit behind the most novice monk because, although her ordination was superior, the basis of that ordination, her body, was inferior. I thought, "There it is." I'd heard about this belief but I'd never found evidence of it. I had to recite this text at the ceremony. I was embarrassed to say it and ashamed of the institution I was representing. I wondered, "Why doesn't she get up and leave?" I would.

## Поезія бгікшуні
Широко відома "Тгерігатха " — збірка віршів, також звана «Вірші старших черниць»; менш відомі «Дискусії древніх черниць».

## Галерея

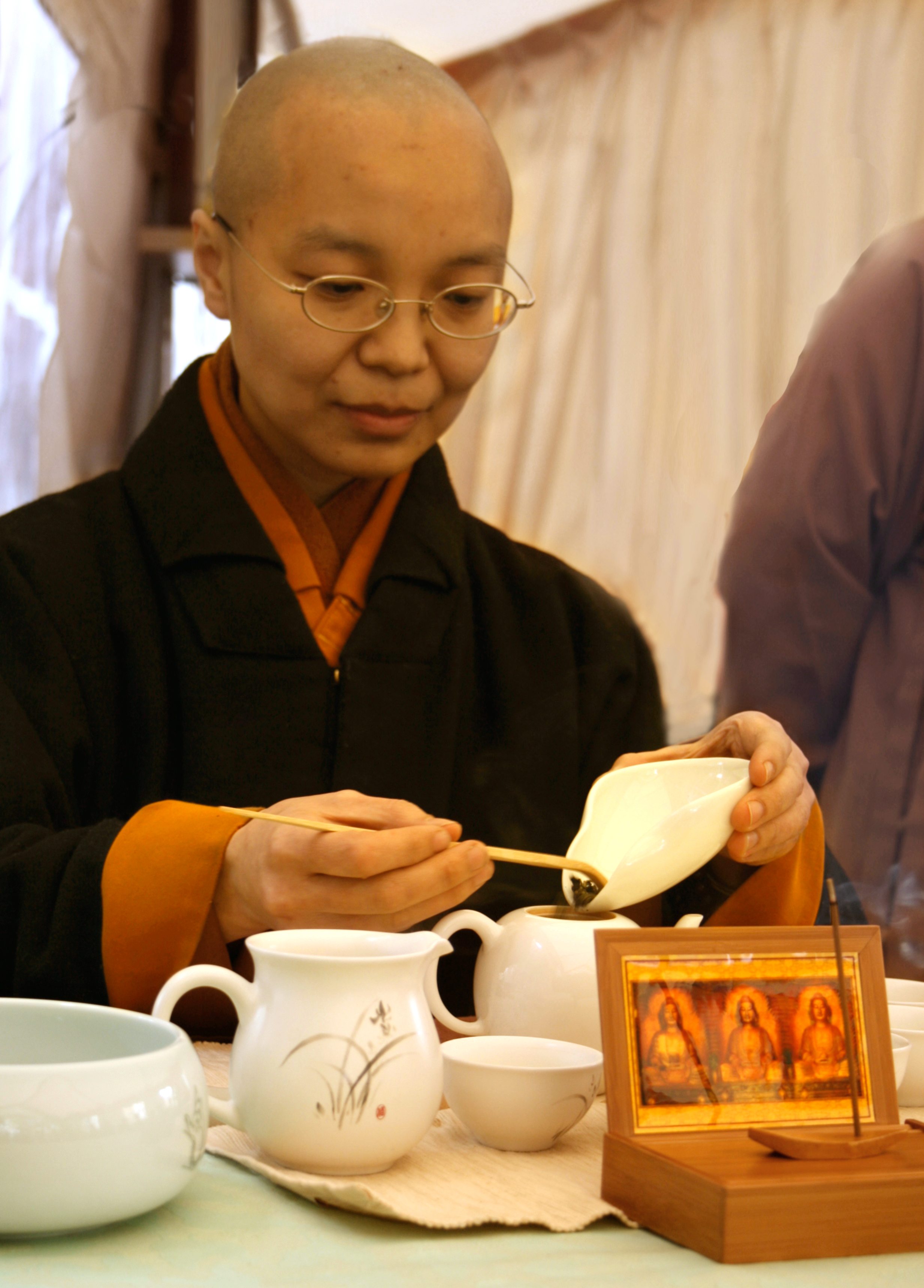
Повністю посвячена бгікшуні. Орден дгармагуптака, Весак, Тайвань.
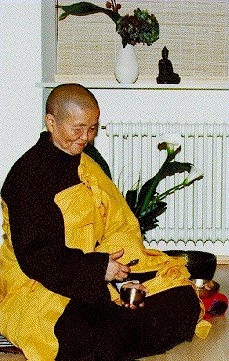
Чан Хонг (Chân Không), бгікшуні з «Ордена інтербуття»[en]